# Newcastle Boys
Pour plus de détails, voir Fiche technique et Distribution.
Newcastle Boys (Purely Belter) est un film anglais de Mark Herman sorti en 2000.

## Synopsis
Gerry et Sewell sont deux adolescents pauvres et débrouillards qui tentent de gagner de l'argent pour se payer un abonnement afin d'assister aux matches de Newcastle United.

## Fiche technique
- Titre : Newcastle Boys
- Titre original : Purely Belter
- Réalisation : Mark Herman
- Scénario : Mark Herman d'après le roman The Season Ticket de Jonathan Tulloch
- Musique : Ian Broudie et Michael Gibbs
- Photographie : Adam Collins
- Montage : Michael Ellis
- Décors : Don Taylor
- Costumes : Jill Taylor
- Production : Elizabeth Karlsen
- Société de production : FilmFour et Mumbo Jumbo Productions
- Pays :  Royaume-Uni
- Genre : Comédie dramatique
- Durée : 99 minutes
- Dates de sortie : 
  -  Royaume-Uni : 3 janvier 2000
  -  France : 14 février 2001

## Distribution
- Chris Beattie : Gerry McCarten
- Greg McLane : Sewell
- Charlie Hardwick : madame McCarten
- Jody Baldwin : Gemma